# All Me (Drake)
All Me è un singolo del rapper canadese Drake, pubblicato nel 2013 ed estratto dal suo terzo album in studio Nothing Was the Same. Il brano vede la collaborazione dei rapper statunitensi 2 Chainz e Big Sean.

## Tracce
- Download digitale

1. All Me (featuring 2 Chainz and Big Sean) – 4:31